# 戈多 (阿拉巴马州)
戈多（英文：Gordo），是美国阿拉巴马州下属的一座城市。面积约为3.25平方英里（约合8.42平方公里）。根据2010年美国人口普查，该市有人口1,750人，人口密度为537.96/平方英里（约合207.84/平方公里）。